# La legge del più furbo
La legge del più furbo (Ni vu, ni connu) è un film del 1958 diretto da Yves Robert.

## Trama
Nel villaggio di Montpaillard, la cittadina più tranquilla di Francia, il bracconiere Blaireau vive di espedienti e riesce sempre a mettere in ridicolo il guardia caccia Parju e il sindaco Dubenoit, grazie anche all'aiuto del suo cagnolino.
Mentre la vita scorre serena il professore di musica Amedeo Fléchard è innamorato di Arabella, figlia del più importante produttore di vino del paese, e, per corteggiarla, le invia continuamente anonimi messaggi d'amore.
Nell'ultimo dei messaggi Fléchard dà appuntamento ad Arabella di sera, ma le cose non vanno come sperato e Parju viene colpito da un pugno. I sospetti cadono su Blaireau che viene arrestato, processato e condannato a un mese di prigione.
Arabella credendo che Blaireau sia l'anonimo corteggiatore si dichiara innamorata di lui e gli manda dei pacchi in prigione.
Il professore a questo punto si reca dal giudice e si dichiara colpevole, ma il giudice per pigrizia non vuole mettere in prigione un'altra persona.
Il caso viene di pubblico dominio e la stampa locale intitola in prima pagina: "Blaireau vittima dell'ingiustizia!", il paese si schiera compatto a fianco del bracconiere e, al suo rilascio, organizza una grande festa.
Durante la festa Fléchard e Arabella fanno pace e si dichiarano reciproco amore.
Al matrimonio dei due giovani c'è tutto il paese in festa e Fléchard viene finalmente arrestato per essere condotto in prigione.